# Hibiscus clayi
Hibiscus clayi är en städsegrön buske ur familjen malvaväxter och som är endemisk på Hawaii
Busken blir 4-8 m hög. Bladen är ovala eller elliptiska, vanligen 3-7 cm långa och 1,5-3,5 cm breda, kala på ovansidan, något håriga på undersidan, helbräddade eller tandade mot spetsarna. Blommorna är röda, kronbladen 4,5-6 cm långa och 1-1,8 cm breda. Fodret är urnlikt eller cylindriskt. Ytterfodret har 5-6 flikar. Frukten är en blekt brun kapsel.
Arten är kraftigt utrotningshotad.